# Charles Dieupart
Charles [François] Dieupart (circa 1670 (na 1667) - circa 1740, Londen) was een Frans componist, klavecinist en violist die musiceerde en componeerde in de traditie van de barokmuziek. 
Dieupart woonde een groot deel van zijn volwassen leven in Engeland. In oude Engelse literatuur wordt hij meestal Charles Dieupart genoemd. Het is mogelijk dat zijn werkelijke naam François Dieupart luidde.
De eerste keer dat zijn naam opduikt is in 1695, in een belastingaangifte waarin hij klavecimbel- en orgeldocent wordt genoemd. Vanaf omstreeks 1700 verbleef hij in Engeland, mogelijk als gevolg van een ontmoeting met Elizabeth, gravin van Sandwich (dochter van John Wilmot, graaf van Rochester, en schoondochter van Edward Montagu). Dieupart droeg aan haar de zes klavecimbelsuites op (uitgegeven in Amsterdam in 1701/1702). Hij schreef ook sonates, liederen en muziek voor symfonieorkest. Zijn werk werd gewaardeerd door de componisten Johann Sebastian Bach en Johann Gottfried Walther.